# Modular Audio Recognition Framework
Modular Audio Recognition Framework (MARF) je výzkumná platforma s otevřeným zdrojovým kódem a soubor algoritmů pro zpracování hlasu, zvuku, řeči, textu a přirozeného jazyka (NLP) napsaný v jazyce Java a uspořádaný do modulárního a rozšiřitelného rámce, který se snaží usnadnit přidávání nových algoritmů. MARF může fungovat jako knihovna v aplikacích nebo může být použit jako zdroj pro učení. Je uvedeno několik příkladů aplikací, které ukazují, jak tento rámec používat. K dispozici je také podrobná příručka a reference API ve formátu javadoc, protože projekt bývá dobře dokumentován. MARF, jeho aplikace, odpovídající zdrojové kódy a dokumentace jsou uvolněny pod licencí typu BSD.